# Liste von Zwischenfällen mit der Boeing 727
Die Liste von Zwischenfällen mit der Boeing 727 zeigt eine Übersicht über Zwischenfälle mit Todesfolge oder Totalschaden von Flugzeugen des Typs Boeing 727.
Vom Erstflug 1963 bis März 2024 kam es mit Boeing 727 insgesamt zu 120 Totalschäden. Bei 56 davon kamen zusammen 4121 Menschen ums Leben. Auszüge:

## 1960er-Jahre
- Am 16. August 1965 verschwand eine Boeing 727-22 der US-amerikanischen United Airlines (Luftfahrzeugkennzeichen N7036U) im Anflug auf den Flughafen Chicago O’Hare aus 6000 Fuß Höhe und wurde etwa 50 km ostnordöstlich des Flughafens im Wasser des Lake Michigan gefunden. Die Ursache für den Unfall konnte nicht geklärt werden. Alle 30 Personen an Bord kamen ums Leben (siehe auch United-Air-Lines-Flug 389).[2]

- Am 8. November 1965 flog eine Boeing 727-23 der US-amerikanischen American Airlines (N1996) im Anflug auf den Flughafen Cincinnati nach zunächst viel zu steilem Sinkflug 3 km vor dem Zielflughafen ins Gelände. Von den 62 Insassen kamen 58 ums Leben.[3]

- Am 11. November 1965 wurde eine Boeing 727-22 der United Airlines (N7030U) im Landeanflug auf den Flughafen Salt Lake City International viel zu hoch angeflogen, woraufhin der Kapitän die Sinkgeschwindigkeit weit über das zulässige Maß hinaus erhöhte. Ein Versuch des Ersten Offiziers, den Schub zu erhöhen, wurde vom Kapitän unterbunden. Das Flugzeug schlug mit hoher Sinkgeschwindigkeit etwa 100 Meter vor der Landebahn auf, das Hauptfahrwerk brach und riss ein Loch in den Rumpf, woraufhin ein Feuer ausbrach. Dabei wurden 43 der 91 Personen an Bord getötet (siehe auch United-Air-Lines-Flug 227).[4]

- Am 4. Februar 1966 wurde eine Boeing 727-81 der japanischen All Nippon Airways (ANA) (JA8302) auf dem Flug von Sapporo-Chitose 12 Kilometer vor dem Zielflughafen Tokio-Haneda ins Wasser geflogen. Alle 133 Insassen wurden bei diesem CFIT (Controlled flight into terrain) während eines Sichtanfluges getötet (siehe auch All-Nippon-Airways-Flug 60).[5]

- Am 15. November 1966 stürzte in der Döberitzer Heide, DDR eine Postmaschine der US-amerikanischen Pan Am des Typs Boeing 727-21 (N317PA) im Landeanflug auf den Flughafen Berlin-Tegel auf einen Truppenübungsplatz der GSSD. Die Ursache wurde von der NTSB offiziell als ungeklärt angegeben, da eine abschließende Klärung ohne Flugschreiber, Voice-Recorder und weiterer wesentlicher Wrackteile nicht möglich war. Diese wurden von den sowjetischen Behörden nicht zurückgegeben. Alle drei Besatzungsmitglieder kamen ums Leben (siehe Pan-Am-Flug 708).[6][7]

- Am 19. Juli 1967 kollidierte eine Boeing 727-22 der US-amerikanischen Piedmont Airlines (N68650) drei Minuten nach dem Start vom Asheville Regional Airport in einer Höhe von 6100 Fuß (1870 m) mit einer Cessna 310 (N3121S). Beide Flugzeuge stürzten ab. Alle 79 Insassen an Bord der Boeing 727 sowie die 3 an Bord der Cessna kamen ums Leben. Die Hauptursache war die Abweichung der Cessna von ihrem freigegebenen Kurs, teilweise bedingt durch den ganz kurzfristigen Wechsel auf ein komplett anderes Anflugverfahren. Eine beitragende Ursache war das Unterlassen der Flugsicherung, dem Piloten der Cessna rechtzeitig eine eindeutige Anflugfreigabe zu erteilen (siehe auch Piedmont-Airlines-Flug 22).[8]

- Am 16. Februar 1968 wurde eine intakte Boeing 727-92C der taiwanesischen Civil Air Transport (B-1018) im Anflug auf den Flughafen Taipeh-Songshan weit unter den Gleitpfad des Instrumentenlandesystems und dabei ins Gelände geflogen. Die Maschine setzte auf, rollte 200 Meter und flog wieder hoch, bis sie Bäume und ein Bauernhaus streifte. Von den 63 Insassen kamen 21 ums Leben (siehe auch Civil-Air-Transport-Flug 010).[9]

- Am 21. März 1968 brach der Kapitän einer Boeing 727-22C auf einem Frachtflug der US-amerikanischen United Airlines (N7425U) den Start vom Flughafen Chicago O’Hare erst kurz nach dem Abheben ab. Die akustische Warnung vor unsicherer Start-Konfiguration war während des Startlaufs fast kontinuierlich aktiv; dennoch wurde der Start zunächst fortgesetzt. Als Ursache stellte sich heraus, dass die Landeklappen und Vorflügel auf eine Stellung von 2° statt der notwendigen 5° bis 25° ausgefahren worden waren. Alle drei Besatzungsmitglieder überlebten.[10]

- Am 5. Januar 1969 wurde eine Boeing 727-113C der Ariana Afghan Airlines (YA-FAR) beim nächtlichen Landeanflug auf den Flughafen London-Gatwick in den Boden geflogen (Controlled flight into terrain). In starkem Nebel mit 100 Meter Sicht wurde der Anflug begonnen, obwohl die vorgeschriebene Mindestsicht 400 Meter betrug. Die aus Frankfurt kommende Maschine unterschritt den Gleitpfad des Instrumentenlandesystems und wurde nicht mehr rechtzeitig abgefangen. Sie schlug etwa 2,5 Kilometer vor der Landebahn auf und zerbrach, wobei 48 der 62 Menschen an Bord sowie zwei Personen am Boden ums Leben kamen.[11]

- Am 18. Januar 1969 stürzte eine Boeing 727-22C der United Airlines (N7434U) 20 km westlich des Startflughafens Los Angeles mit einem kompletten nächtlichen Instrumentenausfall ins Meer. Das Flugzeug war seit drei Tagen mit einem defekten Generator Nr. 3 betrieben worden, was jedoch zulässig war. Etwa 90 Sekunden nach dem Start ertönte die Feuerwarnung für Triebwerk Nr. 1, welches daraufhin korrekt abgestellt wurde. Kurz danach fiel der verbliebene Generator Nr. 2 aus, und das elektrische Standby-System kam nicht in Gang. Während des Instrumentenausfalls stürzte die Maschine in den Pazifik. Dabei kamen alle 38 Personen an Bord ums Leben (siehe auch United-Air-Lines-Flug 266).[12]

- Am 4. Juni 1969 wurde eine Boeing 727-64 der Mexicana (XA-SEL) im Anflug auf den Flughafen Monterrey 23 km nordwestlich davon gegen einen Berg geflogen (CFIT, Controlled flight into terrain). Alle 79 Menschen an Bord wurden getötet (siehe auch Mexicana-Flug 704).[13]

- Am 21. September 1969 schlug eine Boeing 727-64 der Mexicana de Aviación (Mexicana) (XA-SEJ) 1500 m vor der Landebahn am Flughafen Mexiko-Stadt auf, sprang wieder hoch und kollidierte mit einem Eisenbahndamm. Das Flugzeug war in korrekter Landekonfiguration. Die Ursache konnte nicht geklärt werden, da der Flugdatenschreiber seit Tagen nicht funktionierte und der Stimmenrekorder ohnehin ausgebaut war. Von den 118 Insassen kamen 27 ums Leben (siehe auch Mexicana-Flug 801).[14]

## 1970er-Jahre
- Am 31. März 1970 wurde eine Boeing 727 auf einem Flug von Tokio-Haneda nach Fukuoka von 9 Entführern der japanischen Roten Armee Fraktion entführt. Die Entführer wollten ursprünglich nach Havanna, sie sind jedoch letztendlich in Pjöngjang gelandet, wo auch die letzten Geiseln freigelassen wurden. Bei dieser Flugzeugentführung gab es keine Todesopfer (siehe auch Japan-Air-Lines-Flug 351).[15][16]

- Am 28. Dezember 1970 sprang eine Boeing 727-2A7 der US-amerikanischen Trans Caribbean Airways (N8790R) während der Landung auf dem Flughafen Saint Thomas, Amerikanische Jungferninseln, zweimal wieder hoch, geriet von der Start- und Landebahn ab und fing Feuer. Alle 7 Besatzungsmitglieder und 46 der 48 Passagiere überlebten, 2 Passagiere verbrannten in den Wrackteilen des Flugzeugs.[17][18]

- Am 30. Juli 1971 stieß eine Boeing 727-281 der japanischen All Nippon Airways (JA8329) mit einem Kampfflugzeug des Typs F-86 Sabre in der Nähe von Shizukuishi zusammen und stürzte ab. Alle 162 Insassen der Boeing 727 starben, während der F-86 Pilot sich mit dem Schleudersitz retten konnte. Es war zu diesem Zeitpunkt der schwerste Flugunfall einer B 727, ebenso wie in Japan (siehe auch All-Nippon-Airways-Flug 58).[19]

- Am 4. September 1971 flog eine Boeing 727-193 der US-amerikanischen Alaska Airlines (N2969G) im Anflug auf den Flughafen Juneau (Alaska) 35 km westlich davon in den Rand einer Schlucht. Alle 111 Insassen kamen ums Leben. Die Besatzung hatte durch ein fehlerhaftes Navigationssignal, dessen Ursache nicht ermittelt werden konnte, den Sinkflug verfrüht eingeleitet (siehe auch Alaska-Airlines-Flug 1866).[20]

- Am 24. November 1971 wurde eine Boeing 727-051 der US-amerikanischen Northwest Airlines vom legendären Flugzeugentführer und Banditen D. B. Cooper entführt. Die Passagiere durften in Seattle das Flugzeug verlassen. Cooper forderte den Piloten auf, nach Mexiko zu fliegen. Während des Flugs in der Nacht und bei Gewitter sprang Cooper mit 200.000 US$ Lösegeld aus der 727. Bis heute (Juni 2018) konnte seine Identität nicht vollständig aufgeklärt werden. Der Crew passierte nichts.

- Am 21. Februar 1973 wurde eine Boeing 727-224 der Libyan Arab Airlines (5A-DAH) auf dem Flug von Bengasi zum Flughafen Kairo-International nahe Ismailia über der israelisch besetzten Sinai-Halbinsel durch die israelische Luftwaffe abgeschossen. Diese vermutete ein feindliches Flugzeug, da sich die Boeing im Anflug auf einen Militärflugplatz befand und die Besatzung auf die internationalen Abfang-Signale nicht reagierte. Unter den 113 Personen an Bord überlebten lediglich ein Besatzungsmitglied und vier Passagiere (siehe auch Libyan-Arab-Airlines-Flug 114).[21]

- Am 20. Oktober 1973 landete eine Boeing 727-14 der Mexicana de Aviación (XA-SEN) 2 Kilometer östlich des Zielflughafens Mazatlán in einem Feld. Die Maschine kam mit abgerissenen Fahrwerken zum Stillstand und wurde irreparabel beschädigt. Alle 123 Insassen überlebten den Unfall.[22]

- Am 15. September 1974 wurde eine Boeing 727-121C der Air Vietnam (XV-NJC) auf dem Flug von Da Nang nach Saigon entführt. Im Anflug auf die als Ausweichflugplatz vorgesehene Phan Rang Air Base kam es im Endanflug zum Kontrollverlust und Absturz. Alle 75 Insassen kamen ums Leben (siehe auch Air-Vietnam-Flug 706).[23]

- Am 1. Dezember 1974 wurde eine Boeing 727-231 der US-amerikanischen Trans World Airlines (TWA) (N54328) im Anflug auf den Flughafen Washington Dulles International gegen den westlichen Berghang des Mount Weather bei Upperville (Virginia, USA) geflogen. Bei diesem CFIT (Controlled flight into Terrain) wurden alle 92 Insassen getötet, 7 Besatzungsmitglieder und 85 Passagiere. Beitragende Faktoren waren das Versagen der Luftfahrtbehörde FAA, seit Jahren bekannte Probleme in den Sprechfunkgruppen zu beheben, missverständliche Anweisungen der Flugsicherung sowie eine mangelhafte Kartendarstellung des Anflugverfahrens.[24][25]

- Ebenfalls am 1. Dezember 1974 verunglückte eine von John F. Kennedy International Airport nach Buffalo fliegende Boeing 727-251 der Northwest Airlines (N274US) bei Stony Point, New York. Alle drei Besatzungsmitglieder – die einzigen Insassen der auf einem Positionierungsflug befindlichen Maschine – kamen bei dem Absturz ums Leben. Unfallursache war, dass die Piloten vergessen hatten, die Heizung für die Staudrucksonden einzuschalten. Die Sonden vereisten im Flug und übermittelten falsche Geschwindigkeitsparameter ins Cockpit. In der Annahme, das Flugzeug fliege zu schnell, erhöhte die Besatzung den Anstellwinkel, um Geschwindigkeit abzubauen. Dies führte zu einem Strömungsabriss, bei dem die Maschine abstürzte (siehe auch Northwest-Airlines-Flug 6231).[26]

- Am 24. Juni 1975 flog eine Boeing 727-225 der US-amerikanischen Eastern Air Lines (N8845E) bei schwierigen Wetterbedingungen in die Anflugbefeuerung der Landebahn am Flughafen New York-JFK. Zu diesem Zeitpunkt herrschten heftige Scherwinde und Downburst im Landeanflug. Bei dem Unfall kamen insgesamt 113 Menschen ums Leben, 11 überlebten. An Bord der Maschine befanden sich 116 Passagiere und 8 Besatzungsmitglieder (siehe auch Eastern-Air-Lines-Flug 66).[27][28]

- Am 7. August 1975 wurde eine Boeing 727-224 der US-amerikanischen Continental Airlines (N88777) beim Start vom Flughafen Denver-Stapleton beim Abheben von einem Scherwind erfasst und am Ende der Startbahn zu Boden geschmettert. Alle 131 Insassen überlebten den Zwischenfall, die Maschine musste jedoch als Totalverlust abgeschrieben werden.[29][30]

- Am 30. September 1975 musste die Besatzung einer Boeing 727-24C der kolumbianischen Avianca, die einen Frachtflug von Bogotá nach Barranquilla durchführte, im ersten Landeanflug wegen schlechter Sichtverhältnisse ein Durchstartmanöver einleiten. Beim zweiten Landeanflug streifte die Maschine einen Kilometer vor der Landebahn Baumkronen, stürzte zu Boden und brach auseinander. Die vier Besatzungsmitglieder starben.[31]

- Am 5. April 1976 verunglückte eine Boeing 727-81 der Alaska Airlines (N124AS) bei der Landung auf dem Flughafen Ketchikan. Nach dem Aufsetzen mit Rückenwind, überhöhter Geschwindigkeit und schlechter Bremswirkung entschied sich der Kapitän, durchzustarten. Der Umkehrschub ließ sich jedoch nicht vollständig deaktivieren, so dass keine volle Triebwerksleistung erreicht wurde. Daraufhin wurden die Störklappen erneut ausgefahren und der Durchstartversuch wieder abgebrochen. Das Flugzeug überrollte das Landebahnende und wurde zerstört. Von den 57 Insassen kam ein Passagier ums Leben.[32]

- Am 27. April 1976 schoss eine Boeing 727-95 der US-amerikanischen American Airlines (N1963) über das Landebahnende am Flughafen Saint Thomas, Amerikanische Jungferninseln hinaus und prallte auf eine Straßenböschung. Vorausgegangen war ein sehr spätes Aufsetzen, die Einleitung des Durchstartens und dann wieder dessen Abbruch, alles auf einer nur 2134 Meter langen Landebahn. Dabei wurden 37 der 88 Insassen getötet (siehe auch American-Airlines-Flug 625).[33]

- Am 19. September 1976 wurde eine Boeing 727-2F2 der Türk Hava Yollari (TC-JBH) im Anflug auf den Flughafen Antalya in den Berg Koçtepe bei Karatepe, Türkei, geflogen, weil der Erste Offizier eine Autobahn mit der Landebahn verwechselte (Controlled flight into terrain). Alle 154 Insassen starben (siehe auch Turkish-Airlines-Flug 452).[34]

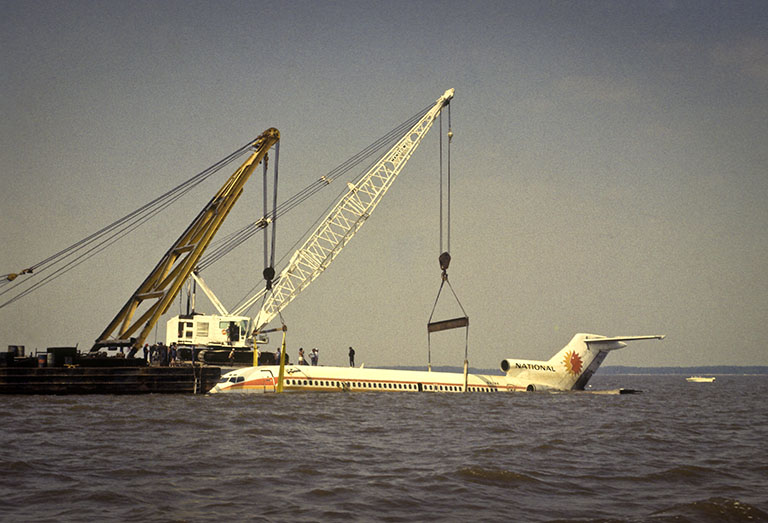
Bergung der am 8. Mai 1978 verunfallten Maschine der National Airlines

- Am 19. November 1977 überrollte eine Boeing 727-282 der Transportes Aéreos Portugueses (CS-TBR) auf dem Flughafen Madeira das Ende der Landebahn. Das Flugzeug stürzte eine rund 40 Meter hohe Felsklippe hinab und brannte vollständig aus. Dabei kamen 131 Menschen ums Leben, nur 33 überlebten den Unfall (siehe auch TAP-Flug 425).[35]

- Am 8. Mai 1978 unterschritt die Besatzung einer Boeing 727-235 der US-amerikanischen National Airlines (N4744) im Anflug auf Pensacola die Mindestsinkflughöhe und setzte den Sinkflug nach dem ersten Ertönen des Ground Proximity Warning Systems noch weitere 18 Sekunden lang fort. Die Maschine schlug im flachen Wasser der Escambia Bay auf. Drei Passagiere kamen ums Leben (siehe auch National-Airlines-Flug 193).[36]

- Am 25. September 1978 stieß eine Boeing 727-214 der US-amerikanischen Pacific Southwest Airlines (N533PS) mit einem Sportflugzeug des Typs Cessna 172 (N7711G) über San Diego zusammen und stürzte auf ein Siedlungsgebiet nördlich der Innenstadt. In den Flugzeugen starben 137 Menschen sowie 7 am Boden durch herumfliegende Wrackteile. Es war der bis zu diesem Zeitpunkt schwerste Flugunfall in den USA (siehe auch Pacific-Southwest-Airlines-Flug 182).[37]

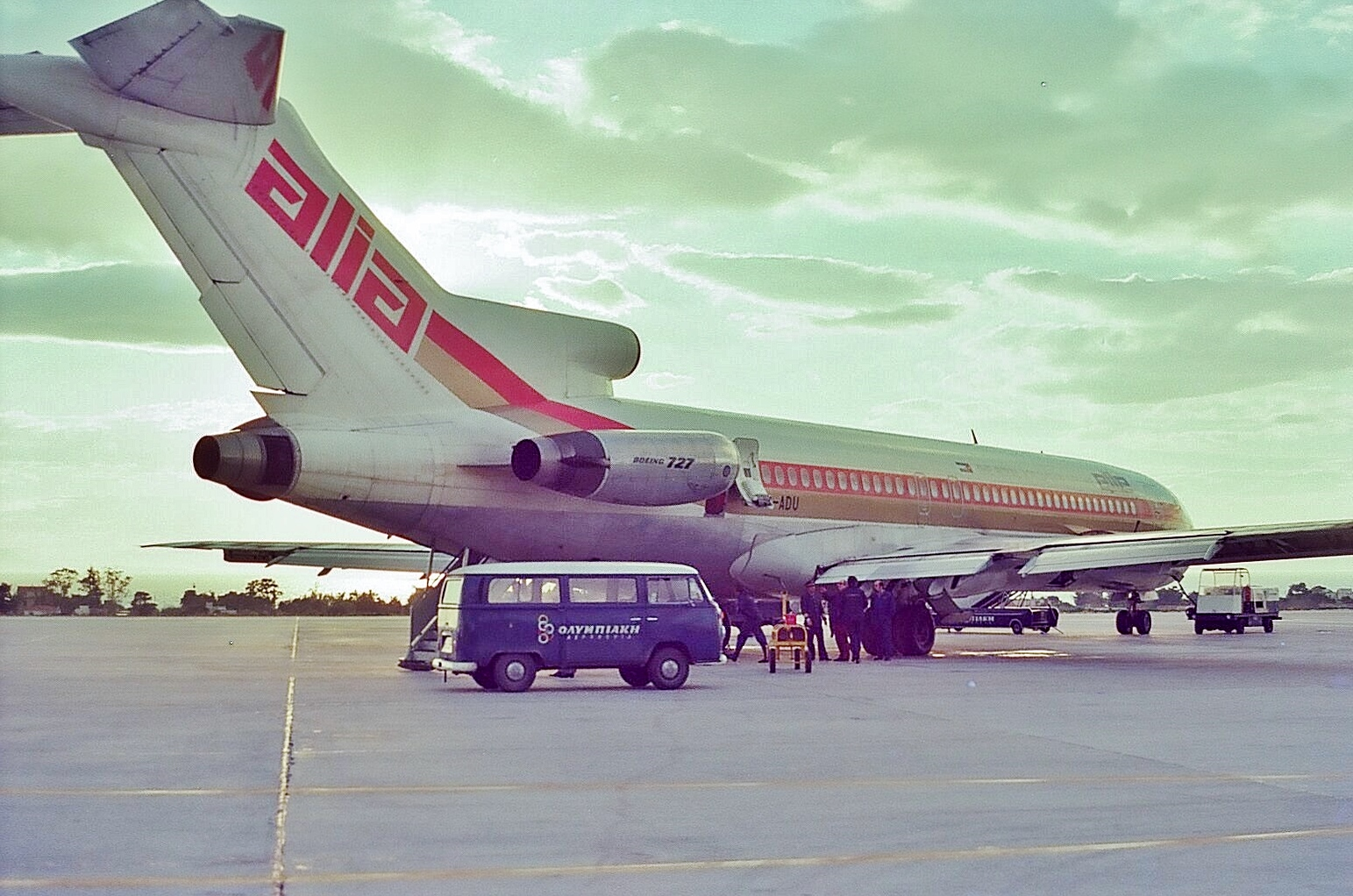
Die 1979 in Doha abgestürzte Boeing 727 JY-ADU, Athen 1977

- Am 14. März 1979 wurde eine Boeing 727-2D3 der Alia Royal Jordanian Airlines (JY-ADU) beim dritten Landeversuch auf dem Flughafen Doha während eines Gewitters durch heftige Scherwinde und Downburst im Landeanflug zu Boden gedrückt, sprang wieder hoch, drehte sich auf den Rücken und stürzte auf den Flughafen. Bei dem Unfall starben 45 der 64 Insassen (siehe auch Alia-Royal-Jordanian-Airlines-Flug 600).[38]

## 1980er-Jahre
- Am 21. Januar 1980 wurde eine Boeing 727-86 der Iran Air (EP-IRD) aus Maschhad im Anflug auf den Flughafen Teheran-Mehrabad 29 km nördlich davon trotz eines Warnhinweises des Ersten Offiziers in das Elburs-Gebirge geflogen. Beitragend war das Fehlen einer Radarüberwachung seitens der Flugsicherung. Alle 128 Insassen wurden getötet (siehe auch Iran-Air-Flug 291).[39]

- Am 12. April 1980 wurde eine Boeing 727-28C der Transbrasil (PT-TYS) im Anflug 24 Kilometer vom Flughafen Florianópolis (Brasilien) entfernt in einen Hügel geflogen. Von den 58 Insassen wurden 55 getötet (siehe auch Transbrasil-Flug 303).[40]

- Am 25. April 1980 wurde eine aus Manchester kommende Boeing 727-46 der britischen Dan-Air (G-BDAN) beim Landeanflug auf den Flughafen Teneriffa/Los Rodeos in einen Berg geflogen (CFIT, Controlled flight into terrain). Als Ursachen wurden Navigationsfehler seitens der Piloten sowie unklare Informationen seitens der Flugsicherung ermittelt. Alle 146 Insassen wurden getötet (siehe auch Dan-Air-Flug 1008).[41]

- Am 3. September 1980 kollidierte eine Boeing 727-21 der US-amerikanischen Pan Am (N327PA) bei starkem Regen mit der Anflugbefeuerung am Flughafen San José (Costa Rica). Die Maschine kam mit abgerissenen Fahrwerken in einem Feld zum Stillstand. Alle 73 Insassen überlebten den Unfall.[42]

- Am 21. November 1980 wurde eine Boeing 727-92C der US-amerikanischen Continental Airlines, betrieben für Air Micronesia (N18479), am Flughafen Yap (Föderierte Staaten von Mikronesien) vor der Landebahn aufgesetzt, wodurch das rechte Hauptfahrwerk abriss. Das Flugzeug geriet von der Landebahn ab und kam etwa 500 Meter nach dem ersten Aufsetzen im Dschungel zum Stehen. Unmittelbar nach dem Aufsetzen brach auf der rechten Seite des Flugzeugs ein schweres Feuer aus. Während des Anflugs hatten die Piloten abwechselnd Fotos des Flughafens gemacht. Alle 73 Insassen, sechs Besatzungsmitglieder und 67 Passagiere, überlebten den Unfall.[43]

- Am 8. Juni 1982 flog der Kapitän einer Boeing 727-212 der brasilianischen VASP (PP-SRK) die Maschine im Anflug auf den Flughafen Fortaleza (Brasilien) trotz der Warnungen des Ersten Offiziers und des Höhenwarnsystems in einen Berg. Alle 137 Insassen wurden getötet (siehe auch VASP-Flug 168).[44]

- Am 9. Juli 1982 stürzte eine Boeing 727-235 der Pan Am (N4737) kurz nach dem Start vom Flughafen New Orleans International durch Scherwinde und Fallböen ab. Alle 145 Insassen sowie 8 Personen am Boden starben (siehe auch Pan-Am-Flug 759).[45]

- Am 16. Januar 1983 setzte eine Boeing 727-2F2 der Türk Hava Yollari (Turkish Airlines) (TC-JBR) auf dem Flug von Istanbul-Yesilköy zum Flughafen Ankara 50 Meter vor der Landebahn auf, brach auseinander und geriet in Brand. Die siebenköpfige Besatzung überlebte, von den 60 Passagieren kamen 47 ums Leben (siehe auch Turkish-Airlines-Flug 158).[46]

- Am 7. Dezember 1983 kollidierten auf dem Flughafen Madrid-Barajas eine startende Boeing 727-200 der spanischen Iberia (EC-CFJ) und eine rollende Douglas DC-9-32 der ebenfalls spanischen Aviaco (EC-CGS), deren Piloten im Nebel auf die aktive Startbahn gerollt waren. Bei dem Unfall kamen 93 Menschen ums Leben, 51 von 93 in der Boeing 727 sowie alle 42 an Bord der Aviaco-Maschine. Als Konsequenz dieses Unfalls wurden alle spanischen Verkehrsflughäfen, insbesondere Barcelona und Madrid, so umgestaltet, dass ein Kreuzen einer aktiven Start- oder Landebahn nicht mehr notwendig ist (siehe auch Flugzeugkollision in Madrid 1983).[47][48]

- Am 1. Januar 1985 flog eine Boeing 727-225 der US-amerikanischen Eastern Air Lines (N819EA) im Anflug auf den Flughafen La Paz, Bolivien in den Berg Illimani, nachdem stark vom Kurs abgewichen worden war. Dabei wurden alle 29 Insassen getötet (siehe auch Eastern-Air-Lines-Flug 980).[49]

- Am 23. Januar 1985 betrat ein Fluggast an Bord einer Boeing 727-2K3 der Lloyd Aéreo Boliviano (CP-1276) die Toilette und brachte eine Aktentasche mit Dynamit zur Explosion. Der Passagier wurde getötet. Das Flugzeug konnte anschließend sicher in Santa Cruz de la Sierra gelandet werden. Die anderen 126 Insassen kamen nicht zu Schaden.[50]

- Am 19. Februar 1985 wurde eine Boeing 727-256 der Iberia (EC-DDU) beim Anflug auf den Flughafen Bilbao 30 Kilometer davon entfernt ins Gelände geflogen, wo sie eine Rundfunkantenne streifte und dadurch eine Tragfläche abgerissen wurde (Controlled flight into Terrain (CFIT)). Keiner der 148 Menschen an Bord überlebte den Unfall (siehe auch Iberia-Flug 610).[51]

- Am 31. März 1986 ereignete sich der bisher schwerste Unfall in Mexiko mit einer Boeing 727. Eine Boeing 727-264 der Mexicana (XA-MEM) stürzte auf dem Flug vom Flughafen Mexiko-Stadt nach Puerto Vallarta aus knapp 10.000 Metern Höhe außer Kontrolle in die Berge bei Las Mesas, nachdem ein überhitzter, mit Luft statt Stickstoff gefüllter Reifen mitten im Flug platzte und so ein Feuer, einen Ausfall der Hydraulik und andere Schäden hervorgerufen hatte. Auslöser waren Wartungsfehler am Fahrwerk. Alle 167 Insassen starben (siehe auch Mexicana-Flug 940).[52]

- Am 2. April 1986 explodierte in einer Boeing 727-231 der US-amerikanischen Trans World Airlines (TWA) (N54340) während des Fluges von Rom-Fiumicino zum Flughafen Athen-Ellinikon eine von der palästinensischen Terrorgruppe Abu Nidal Organisation platzierte Bombe. Es entstand ein Loch im Flugzeugrumpf, durch das vier Passagiere nach außen gesaugt wurden und ums Leben kamen. Dennoch konnte das Flugzeug sicher in Athen gelandet und später repariert werden (siehe auch Trans-World-Airlines-Flug 840 (1986)).[53]

- Am 27. Februar 1988 wurde eine Boeing 727-2H9 der türkischen Fluggesellschaft Talia Airways (betrieben durch Jugoslovenski Aerotransport) (TC-AKD) im Anflug auf den Flughafen Ercan (Nordzypern) in einen Berg geflogen (CFIT, Controlled flight into terrain). Alle 15 Insassen wurden getötet (siehe auch Talia-Airways-Flug 79).[54]

- Am 17. März 1988 wurde eine Boeing 727-21 der kolumbianischen Avianca (HK-1716) im Steigflug nach dem Start vom Flughafen Cúcuta (Kolumbien) in den Berg El Espartillo geflogen (Controlled flight into Terrain (CFIT)). Auslöser für das Fliegen einer unerlaubten Abkürzung und die fehlende Orientierung waren selbst erzeugte Eile und die Anwesenheit eines extrem geschwätzigen weiteren Piloten, der als Passagier im Cockpit mitflog. Alle 136 Passagiere und 7 Besatzungsmitglieder kamen ums Leben (siehe auch Avianca-Flug 410).[55]

- Am 23. Mai 1988 wurde der Start einer Boeing 727-22 der costa-ricanischen Lacsa (TI-LRC) auf dem Flughafen San José-Juan Santamaría (Costa Rica) noch nach Überschreiten der Entscheidungsgeschwindigkeit abgebrochen, da sich das Flugzeug nicht in die Luft bewegen ließ. Das Flugzeug überrollte das Startbahnende, durchbrach einen Zaun, kreuzte einen Graben, schlug auf einen Hügel auf und fing Feuer. Alle 26 Insassen, zehn Besatzungsmitglieder und 16 Passagiere, überlebten. Die Unfallursache war die exzessive Verlagerung des Schwerpunkts nach vorne, weil im vorderen Frachtraum viel zu viel Ladung verstaut worden war. Das Flugzeug wurde zerstört.[56]

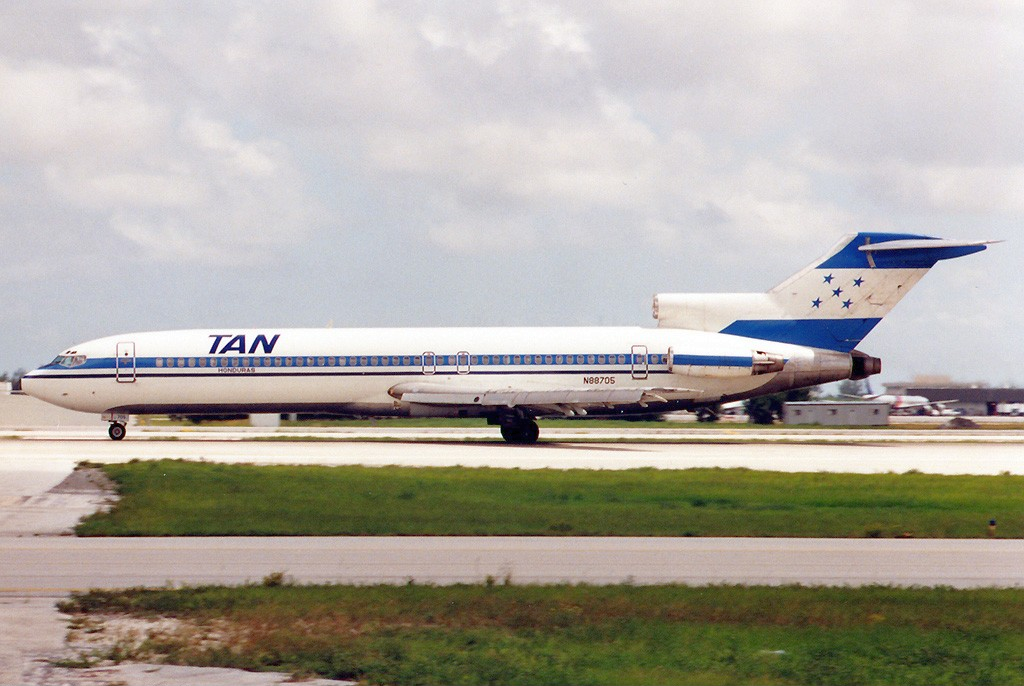
Die am 21. Oktober 1989 verunglückte Maschine der TAN Honduras

- Am 31. August 1988 wartete die Besatzung einer Boeing 727-232 der US-amerikanischen Delta Air Lines (N473DA) am Dallas/Fort Worth International Airport hinter einer Reihe von anderen Passagiermaschinen am Rollfeld, als die Flugsicherung ihr überraschenderweise eine Startfreigabe von einer anderen Bahn erteilte. Die Besatzung arbeitete daraufhin im Eiltempo die Checkliste für den Start ab und vergaß dabei, die Auftriebshilfen für den Start korrekt einzustellen. Beim Startvorgang versagte ferner das Warnsignal, das die Besatzung auf ihren Fehler aufmerksam machen sollte. Die Maschine gewann am Ende der Startbahn kaum an Höhe, streifte die Befeuerung, stürzte zu Boden und geriet in Brand. Von den 108 Insassen konnten sich 94 aus der Maschine retten, die übrigen 14 kamen in dem Feuer ums Leben (siehe auch Delta-Air-Lines-Flug 1141).[57]

- Am 21. Oktober 1989 wurde eine Boeing 727-224 der TAN Honduras aus Honduras, geleast von Continental Airlines (N88705) im Anflug auf den Flughafen Tegucigalpa-Toncontin neun Kilometer südlich davon in den Berg Cerro de Hula geflogen. Von den 146 Insassen wurden 131 getötet (siehe auch TAN-Flug 414).[58]

- Am 27. November 1989 stürzte eine Boeing 727-21 der kolumbianischen Avianca (HK-1803) auf dem Weg vom Flughafen Bogotá nach Cali etwa 16 Kilometer südwestlich des Startflughafens nach einer Bombenexplosion ab. Bei dem Anschlag im Auftrag des Drogenbarons Pablo Escobar kamen alle 107 Insassen ums Leben. Zudem wurden drei weitere Personen am Boden durch Trümmerteile getötet (siehe auch Avianca-Flug 203).[59]

## 1990er-Jahre
- Am 11. September 1990 verschwand eine Boeing 727 der peruanischen Faucett (Luftfahrzeugkennzeichen OB-1303) auf einem Überführungsflug von Malta nach Peru via Island vor Neufundland, Kanada im Nord-Atlantik. Alle 16 Insassen kamen dabei um. Es wird vermutet, dass das Flugzeug wegen Treibstoffmangels etwa 290 Kilometer südöstlich von Neufundland notgewassert wurde (siehe auch Verschwinden einer Boeing 727 der Faucett Perú).[60]

- Am 3. Dezember 1990 kollidierten zwei Verkehrsmaschinen der US-amerikanischen Northwest Airlines, eine Douglas DC-9-14 auf dem Weg nach Pittsburgh (N3313L) und eine Boeing 727-251 auf dem Weg nach Memphis (N278US), in Detroit, Michigan, USA im Nebel am Boden. Die Piloten der DC-9 waren versehentlich auf die Startbahn gerollt. Bei dem Zusammenprall mit über 150 km/h wurde bei jeder Maschine eine Tragfläche abgerissen und bei der DC-9 brach Feuer aus. An Bord der DC-9 starben 8 Menschen, insgesamt 190 Menschen überlebten (siehe auch Flugzeugkollision auf dem Detroit Metropolitan Wayne County Airport 1990).

- Am 13. Juni 1991 wurde eine Boeing 727-281 der Korean Air (HL7350) auf dem Flughafen Daegu gelandet, ohne dass die Besatzung vorher das Fahrwerk ausgefahren hatte. Sie hatte die vor der Landung vorgeschriebene Checkliste nicht gelesen und sogar noch das Fahrwerk-Warnhorn mittels der zugehörigen Taste ausgeschaltet, als dieses im Anflug ertönte. Alle 127 Insassen überlebten die Bauchlandung, das Flugzeug wurde allerdings irreparabel beschädigt.[61]

- Am 22. Dezember 1992 stieß eine Boeing 727-2L5 der Libyan Arab Airlines (5A-DIA) beim Anflug auf den Flughafen Tripolis neun Kilometer östlich davon mit einer MiG-23UB der libyschen Luftstreitkräfte zusammen. Alle 157 Menschen an Bord der Boeing starben (siehe auch Libyan-Arab-Airlines-Flug 1103).[62]

- Am 19. Mai 1993 wurde eine Boeing 727-46 der kolumbianischen SAM Colombia (HK-2422X) auf dem Weg von Panama-Stadt zum Flughafen Medellin-Rionegro 40 km südöstlich der Stadt Medellin in den Berg Paramo Frontino geflogen. Beitragend war die vorhergegangene Zerstörung eines Funkfeuers durch Terroristen und die Unzuverlässigkeit eines anderen durch ein Gewitter. Alle 132 Insassen kamen ums Leben (siehe auch SAM-Colombia-Flug 501).[63]

- Am 27. April 1994 setzte eine Boeing 727-44(F) der angolanischen Transafrik (S9-TAN) am Flughafen M’banza Kongo (Angola) etwa 2 Meter vor der Landebahn auf, woraufhin das Fahrwerk zusammenbrach. Das Flugzeug gelangte noch auf die Landebahn, rutschte dann aber seitlich herunter, rutschte weiter über eine Straße und rammte mit der rechten Tragfläche einen Bus. Alle drei Besatzungsmitglieder überlebten, jedoch wurden sieben Menschen in dem Bus getötet.[64]

- Am 9. Juni 1996 verunglückte eine Boeing 727-286 der Iran Air (EP-IRU) während eines Trainingsflugs 5 km westlich des Flughafens Rascht. Nach dem fünfzehnten Touch-and-Go wurde das Flugzeug mit eingefahrenem Fahrwerk gelandet und nach über 2000 m Rutschen auf dem Bauch dennoch wieder durchgestartet. Im hinteren Rumpfbereich entstand ein Feuer, und beim nächsten Landeversuch kam es zum Kontrollverlust und Absturz in ein Reisfeld. Von den sieben Besatzungsmitgliedern kamen vier ums Leben (siehe auch Flugunfall einer Boeing 727 der Iran Air bei Rascht).[65]

- Am 7. November 1996 geriet eine Boeing 727-231 der nigerianischen ADC Airlines (5N-BBG) auf dem Weg von Port Harcourt nach Lagos in einen unkontrollierten Flugzustand und stürzte aus einer Höhe von 16.000 Fuß (knapp 5000 m) ab. Alle 144 Insassen kamen ums Leben. Auslöser war ein Fehler der Flugsicherung, die eine falsche Freigabe erteilt hatte. Dadurch kam es zu einer Beinahe-Kollision mit einer anderen Maschine. Um diese zu verhindern, flogen die Piloten ein derart ruppiges Ausweichmanöver, dass die Boeing einen exzessiven Rollwinkel einnahm und innerhalb von 16 Sekunden fast Schallgeschwindigkeit erreichte, wobei es zum Kontrollverlust und Absturz in der Nähe von Ejrin kam (siehe auch ADC-Airlines-Flug 86).[66]

- Am 19. März 1998 wurde eine Boeing 727-228 der Ariana Afghan Airlines (YA-FAZ) im Anflug auf den Flughafen Kabul 15 Kilometer südlich des Zielflughafens in den Berg Shakh-e Barantay geflogen. Die Maschine war auf dem Weg von Schardscha (Vereinigte Arabische Emirate) über Kandahar nach Kabul. Bei diesem (CFIT, Controlled flight into terrain) wurden alle 45 Menschen an Bord getötet.[67]

- Am 20. April 1998 wurde eine Boeing 727-230 der TAME Ecuador (HC-BSU), die auf einem Flug der Air France eingesetzt wurde, nach dem Start vom Flughafen Bogotá in einen Berghang geflogen (CFIT, Controlled flight into terrain). Statt 3,6 km nach dem Landebahnende rechts abzubiegen, flogen die Piloten bis zum Aufprall 10 km weiter geradeaus. Alle 53 Insassen wurden getötet (siehe auch Air-France-Flug 422)[68]

- Am 31. August 1998 verunglückte eine Boeing 727-228(F) der  US-amerikanischen DHL Airways (N722DH) bei der Landung auf dem Flughafen New York-John F. Kennedy (USA). Kurz nach dem Start fiel das Triebwerk Nummer 2 aus. Die Flugbesatzung erklärte einen Notfall und kehrte zum JFK-Flughafen zurück. Als das Flugzeug auf der Landebahn auf etwa 80 Knoten verlangsamt wurde, brach das rechte Hauptfahrwerk zusammen. Das Flugzeug rutschte auf der Landebahn bis zum Stillstand. Das Versagen des rechten Hauptfahrwerks wurde durch Ermüdungsrisse und Spannungskorrosionsrisse in der Lagerzapfenhalterung verursacht. Alle fünf Insassen auf dem Frachtflug, die 3 Flugbesatzungsmitglieder und 2 Mitflieger, blieben unverletzt. Das Flugzeug wurde irreparabel beschädigt.[69]

- Am 10. Oktober 1998 wurde eine Boeing 727-30 der kongolesischen Lignes Aériennes Congolaises (9Q-CSG) drei Minuten nach dem Start vom Flughafen Kindu von Rebellen mit einer Rakete des russischen Typs SA-7 abgeschossen. Der Kapitän versuchte noch, eine Notlandung durchzuführen, jedoch ging die Kontrolle verloren und das Flugzeug stürzte in dichten Dschungel. Alle 41 Insassen wurden getötet.[70]

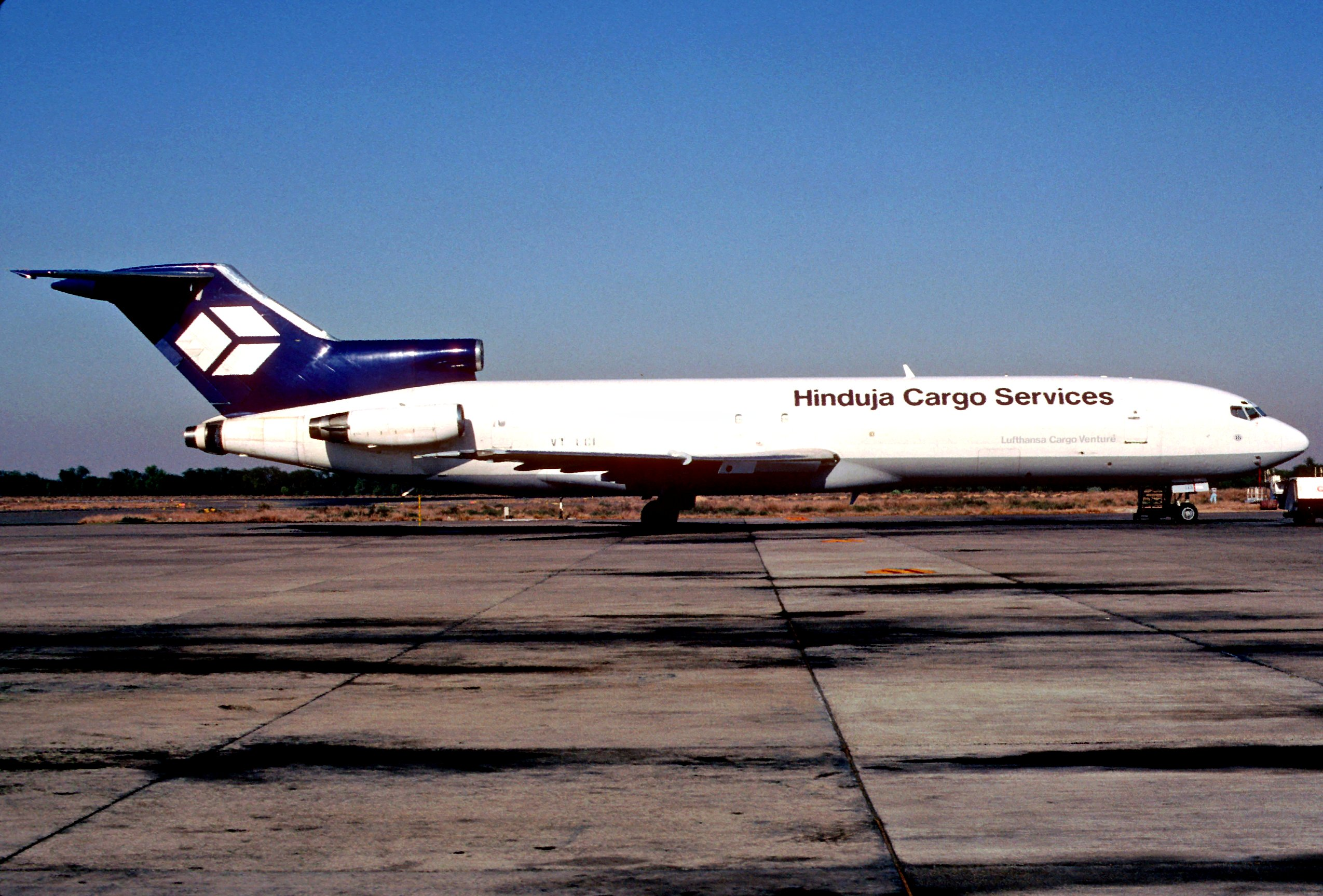
Die im Juli 1999 verunglückte Maschine, hier im Dezember 1998

- Am 7. Juli 1999 wurde eine Boeing 727-243(F) der indischen Hinduja Cargo Services (VT-LCI) fünf Minuten nach dem Start vom Flughafen Kathmandu in eine Hügelkette etwa 15 Kilometer südlich des Startflughafens geflogen und vollständig zerstört. Die Maschine auf dem im Namen der Lufthansa Cargo durchgeführten Lufthansa-Flug 8533 stieg nach dem Abheben in einer zu flach ausgeführten Kurve nur unzureichend und kollidierte in einer Höhe von 7.550 Fuß mit dem Gelände. Alle fünf Besatzungsmitglieder kamen ums Leben. Hauptursachen waren die Nichteinhaltung des vorgeschriebenen Abflugverfahrens, das mangelhafte Briefing durch den Kapitän, ungenügende Koordination innerhalb der Cockpit-Crew und die viel zu langsame Reaktion auf die wiederholten Warnungen des Ground Proximity Warning Systems (Bodenannäherungs-Warnsystem) (siehe auch Lufthansa-Cargo-Flug 8533).[71][72]

## 2000 bis 2009
- Am 12. Februar 2000 brach eine Boeing 727-82(F) (Frachtversion) der angolanischen Transafrik (Luftfahrzeugkennzeichen S9-NAZ) bei der Landung auf Landebahn 23 am Flughafen Luanda-Quatro de Fevereiro (Angola) bei extrem starkem Wind (50 bis 80 Knoten) auseinander. Nach einem ersten Durchstarten hatte beim zweiten Landeversuch die rechte Tragfläche den Boden berührt. Bei dem Unfall gab es keine Verletzten, das Flugzeug wurde jedoch zerstört.[73]

- Am 5. Januar 2001 setzte eine Boeing 727-46(F) der Air Gemini Cargo aus Sao Tome & Principe (S9-BAI) am Flughafen Dundo (Angola) kurz vor der Landebahn auf, woraufhin das rechte Hauptfahrwerk zusammenbrach. Das Flugzeug gelangte noch auf die Landebahn, rutschte dann aber seitlich herunter, wobei die restlichen Fahrwerke abbrachen. Alle zehn Insassen überlebten, jedoch wurde ein Mann am Boden getötet, der sich neben der Landebahn ausruhte.[74]

- Am 13. Mai 2001 wurde eine Boeing 727-222 der US-amerikanischen United Airlines (N7274U), die ohne Insassen auf dem Omaha-Eppley Airfield geparkt war, zusammen mit anderen Flugzeugen durch einen Hagelsturm so schwer beschädigt, dass eine Reparatur unwirtschaftlich gewesen wäre.[75]

- Am 1. August 2001 überrollte eine Boeing 727-200 der jemenitischen Yemenia (7O-ACW) bei der Landung auf dem Flughafen Asmara (Eritrea) das Ende der nassen, 3000 m langen Landebahn und kollidierte mit einem großen Betonklotz. Dabei wurde die Maschine zum wirtschaftlichen Totalschaden. Alle 111 Insassen überlebten.[76]

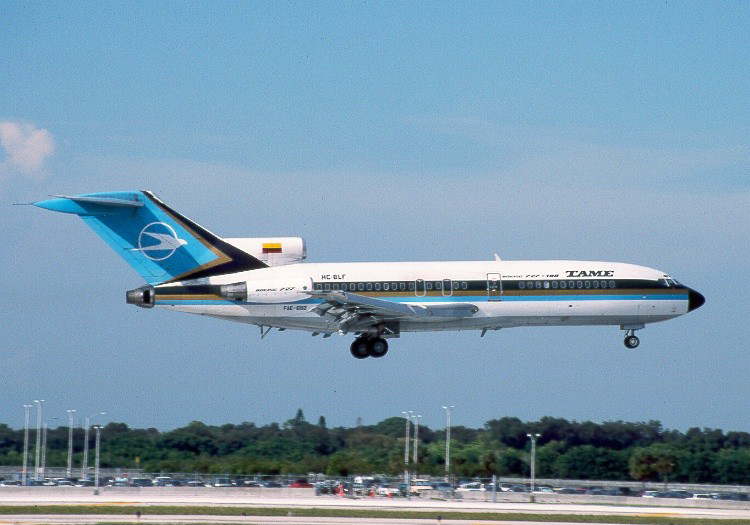
Die am 28. Januar 2002 verunglückte Maschine

- Am 28. Januar 2002 wurde eine Boeing 727-134 der TAME Ecuador (HC-BLF) im Anflug auf den Flughafen Tulcán in die Flanke des Vulkans Nevado el Cumbal geflogen (CFIT, Controlled flight into terrain). Alle 94 Insassen wurden getötet (siehe auch TAME-Flug 120).[77]

- Am 25. Mai 2003 verschwand eine Boeing 727-223 (N844AA) vom Flughafen Luanda (Angola), nachdem ein Mechaniker Tests an den Triebwerken vornehmen sollte. Das Flugzeug startete ohne eine Freigabe der Flugsicherung und ist bis heute spurlos verschwunden (siehe auch Verschwinden der Boeing 727 N844AA).[78]

- Am 25. Dezember 2003 stürzte eine Boeing 727-223 der Union des Transports Africains de Guinée (3X-GDO) beim Start auf dem Flughafen Cotonou-Cadjehoun unmittelbar nach dem Abheben ab, nachdem sie die ILS-Antennen sowie ein kleines Gebäude gestreift hatte. Von den vermutlich 163 Insassen wurden 141 getötet, darunter 5 der 10 Besatzungsmitglieder. Beim Einsteigen und Gepäckverladen hatten chaotische Zustände geherrscht. Als Hauptursachen des Unfalls wurden Überladung und nicht bekannte Schwerpunktlage ermittelt. Als beitragende Faktoren wurden außerdem schwere Mängel bei der Kompetenz der Fluggesellschaft sowie mangelhafte Aufsicht durch die Flugsicherheitsbehörden in Guinea und Swasiland festgestellt (siehe auch UTAGE-Flug 141).[79]

- Am 18. November 2006 kollidierte eine Boeing 727-23(F) der kolumbianischen Aerosucre (HK-3667X) im Sichtanflug etwa 3,7 Kilometer vor der Landebahn 21 des Flughafens Leticia mit einer nur 46 Meter hohen Sende-Antenne (CFIT, Controlled flight into terrain). Das auf einem Frachtflug eingesetzte Flugzeug schlug in der Nähe des Ortes San Sebastián de los Lagos auf, wobei alle sechs Insassen (davon drei Besatzungsmitglieder) ums Leben kamen. Zur Zeit des Unfalls war in diesem Gebiet gute Sicht, jedoch auch einige Nebelbänke gemeldet worden.[80]

- Am 5. November 2009 landete eine Boeing 727-230 (J5-GCU) aus Guinea-Bissau auf einem illegalen Wüstenflugplatz bei Sinkrebaka in Mali. Dieser soll entweder 200 km nördlich von Gao liegen oder aber nahe Bourem, etwa 90 km nordnordwestlich Gao; eine dritte Quelle gibt hierfür den Ort Tarkint an, etwa 135 km nördlich Gao.[81] Die bis 1992 als D-ABKP von Lufthansa betriebene und dann an Istanbul Airlines verkaufte Maschine war im Besitz von Africa Air Assistance aus Dakar, Senegal, einer Tochtergesellschaft der im spanischen Málaga ansässigen West African Aviation. Sie war in Guinea-Bissau registriert, wurde allerdings von Venezuela aus mit nigerianischer Besatzung geflogen. Nach der Landung sollen viele Tonnen von Kokain entladen worden sein. Einer Variante zufolge wurde das Flugzeug nach Abtransport der Drogen angezündet.[82] Einer anderen nach stürzte die Maschine beim Wiederstart ab. Das Auffinden des ausgebrannten Wracks wurde vom United Nations Office on Drugs and Crime (UNODC) gemeldet.

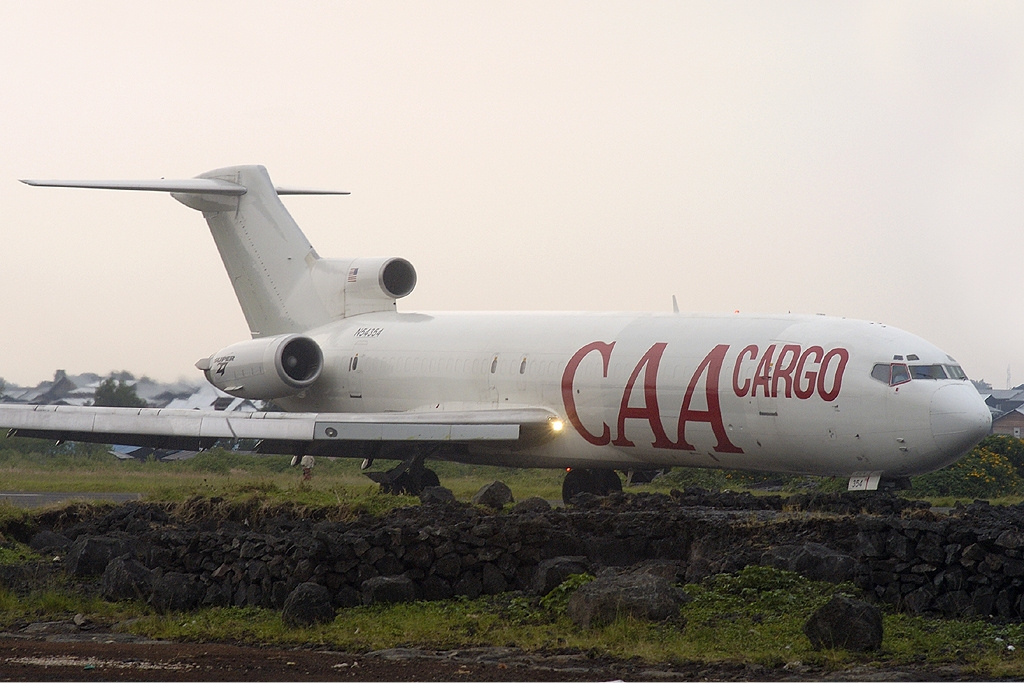
Die am 2. Januar 2010 zerstörte Maschine

## Seit 2010
- Am 2. Januar 2010 rutschte eine Boeing 727-231F Super 27 Frachtmaschine der kongolesischen CAA – Compagnie Africaine d’Aviation (9Q-CAA) bei starkem Regen in Kinshasa von der Landebahn. Nach dem vorangegangenen Start vom Flughafen Kinshasa traten Probleme mit der Hydraulik des Flugzeugs auf. Da die Besatzung eine negative Auswirkung auf das Bremssystem vermutete, kehrte die Crew zum Flughafen Ndjili zurück, da dieser über eine längere Landebahn als Kananga verfügt. Nach dem Aufsetzen auf die Landebahn 06 versagten die Bremsen der Boeing und mit Kollabieren des linken Hauptfahrwerkes rutschte das Flugzeug von der Piste. Im Zuge der Ermittlungen zum Unfallhergang stellte es sich heraus, dass die Maschine nur drei Tage vorher in Goma einen Tailstrike erlitten hatte und die betroffenen Sektionen zwar geprüft, aber nicht ausgetauscht worden waren. Das Flugzeug wurde als Totalschaden abgeschrieben, die Besatzung blieb unverletzt.[83]

- Am 9. Januar 2011 wurde eine Boeing 727-286adv der Iran Air (EP-IRP) aus Teheran kommend mit 105 Menschen an Bord nahe dem Flughafen Urmia in einen Berg geflogen. Sie befand sich bei schlechten Wetterbedingungen im Landeanflug, als die Crew durchstartete und das Flugzeug kurz darauf mit einem nahen Berghang kollidierte. Dabei kamen 78 der 105 Menschen an Bord ums Leben (siehe auch Iran-Air-Flug 277).[84]

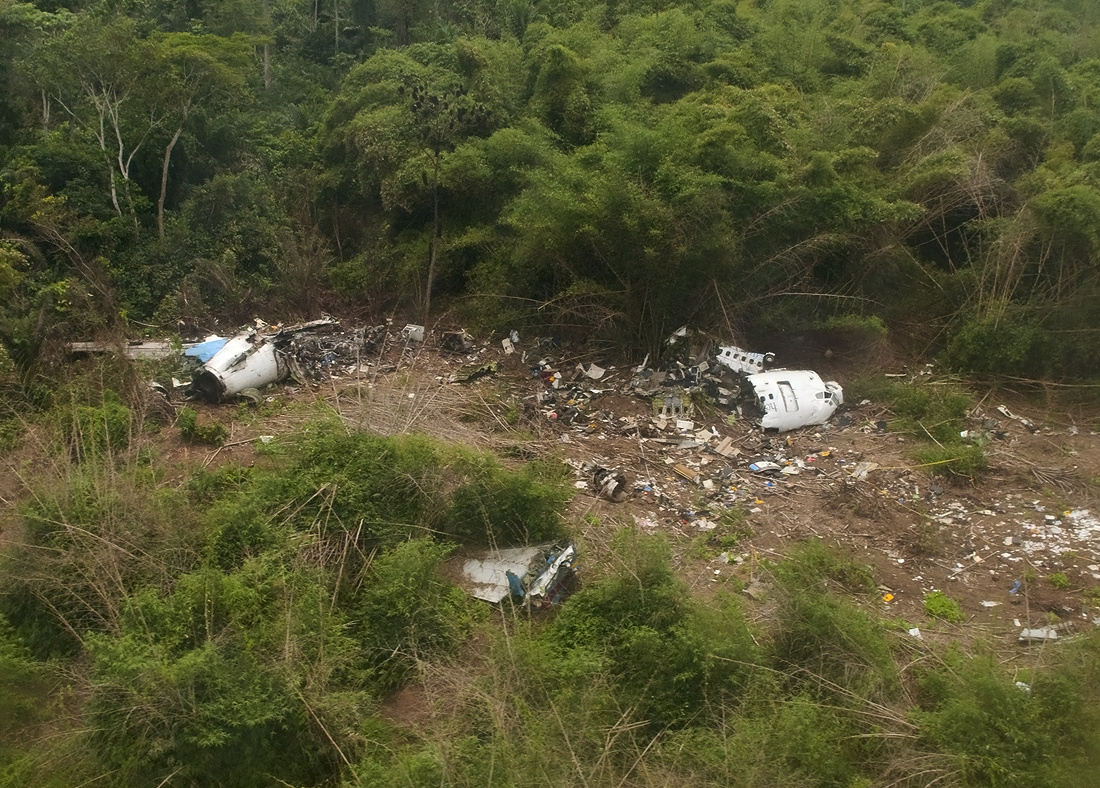
Trümmer der am 8. Juli 2011 verunfallten Maschine einen Monat nach dem Zwischenfall

- Am 8. Juli 2011 verunglückte eine aus Kinshasa-Ndjili kommende, 45 Jahre alte Boeing 727-022 der kongolesischen Hewa Bora Airways (später flyCongo) (9Q-COP) beim Landeanflug auf den Flughafen Kisangani-Bangoka (Demokratische Republik Kongo). Von den 115 Menschen an Bord kamen 77 ums Leben (siehe auch Hewa-Bora-Airways-Flug 952).[85]

- Am 2. Juni 2012 setzte eine Boeing 727-221(F) der nigerianischen Allied Air (5N-BJN) bei der Landung am Kotoka International Airport (Accra, Ghana) in schwerem Gewitter rund 1000 Meter zu spät auf, überrollte das Landebahnende und stieß auf einer Hauptverkehrsstraße mit einem Mercedes-Benz T1, einem Taxi und einem Radfahrer zusammen. Während die vier Besatzungsmitglieder nur leichte Verletzungen erlitten, starben 10 Menschen in dem Minibus, eine Taxiinsassin und der Fahrradfahrer (siehe auch DHL-Aviation-Africa-Flug 111).[86][87]

- Am 20. Dezember 2016 durchbrach eine mit Rückenwind startende 727-2J0(F) der kolumbianischen Aerosucre (HK-4544) die Absperrung am Ende der 1800 m langen Startbahn des Flughafens Puerto Carreno/Germán Olano (Kolumbien), kollidierte mit einer Hütte und einem Baum.[88] Dennoch hob die schwer beschädigte Maschine ab, stürzte jedoch etwa drei Minuten später sieben Kilometer westlich ins Gelände. Ein Besatzungsmitglied überlebte den Absturz, fünf Besatzungsmitglieder kamen ums Leben (siehe auch Aerosucre-Flug 157).[89][90]

- Am 31. März 2024 kam eine Boeing 727-200F der kenianischen Gesellschaft "Safe Air" (5Y-IRE) bei der Landung auf dem Flughafen Malakal von der Landebahn ab und kollidierte mit einer zuvor dort verunglückten MD-80 (5Y-AXL). Der Frachter brach in zwei Teile. Die sieben an Bord befindlichen Crew-Mitglieder erlitten leichte Verletzungen.[91][92][93]

## Vermisste Maschinen
- Am 11. September 1990 erklärte die Flugbesatzung einer Boeing 727-247 der Faucett Perú (Luftfahrzeugkennzeichen OB-1303) vor der Küste Neufundlands Luftnotlage, meldete niedrigen Treibstoffvorrat und ihre Vorbereitungen auf eine Notwasserung. Die Maschine befand sich auf einem Überführungsflug von Keflavík nach Gander über dem Nordatlantik und wurde samt ihren 16 Insassen nie gefunden. Es wird vermutet, dass das Flugzeug wegen Treibstoffmangels etwa 290 Kilometer südöstlich von Neufundland notgewassert wurde (siehe auch Verschwinden einer Boeing 727 der Faucett Perú).[94]

- Am 25. Mai 2003 hob die Boeing 727-223 N844AA der Firma Aerospace Sales & Leasing ohne Startfreigabe vom Flughafen Quatro de Fevereiro bei Luanda (Angola) ab und wird seither vermisst. Trotz zahlreicher, teilweise widersprüchlicher Gerüchte gibt es keine konkreten Hinweise zum Verbleib dieser Maschine und ihrer Besatzung (siehe auch Verschwinden der Boeing 727 N844AA).[95][96]